# Liste der Lokomotiven der Great North of Scotland Railway
Die Liste der Lokomotiven der Great North of Scotland Railway gibt einen tabellarischen Überblick über alle Lokomotivklassen, die von der Great North of Scotland Railway (GNSR) betrieben wurden. Eine detailliertere Beschreibung der Lokomotivgeschichte der GNSR findet sich im Artikel Great North of Scotland Railway.
Die Great North of Scotland Railway nahm am 20. September 1854 mit der Strecke von Kittybrewster Station im Stadtgebiet von Aberdeen nach Huntly ihren Betrieb auf. Die GNSR war eine für britische Verhältnisse kleine Bahn, die ein verkehrsschwaches Gebiet – den Nordosten von Schottland zwischen den Hafenstädten Aberdeen und Inverness – bediente. Aufgrund dieser speziellen Verkehrsverhältnisse konnte die GNSR nahezu den ganzen Schienenverkehr mit nur zwei Grundbauarten von Lokomotiven versehen: anfänglich mit Lokomotiven der Bauart 2-4-0 (1B), ab 1862 mit zahlreichen Varianten von 4-4-0 (2'B, American), die sich für die krümmungsreichen Strecken der GNSR gut eigneten und als Lokomotiven für gemischten Dienst alle Zugarten beförderten. Tenderlokomotiven für Vorort- und Rangierdienst spielten nur eine untergeordnete Rolle, und die für Großbritannien typischen Güterzuglokomotiven der Achsfolge 0-6-0 (C) fehlten völlig.
Die Great North of Scotland bezog die meisten ihrer Lokomotiven von schottischen und englischen Lokomotivfabriken, statt sie wie andere britische Bahnen selbst zu bauen. In der kleinen ersten Hauptwerkstätte Kittybrewster entstanden überhaupt nur zwei Lokomotiven, und erst mit der Eröffnung der neuen Werkstätte in Inverurie im Jahre 1903 konnte der Eigenbau von Lokomotiven in bescheidenem Umfang (insgesamt 10 Stück) aufgenommen werden.
Mit Beginn des Jahres 1923 ging die GNSR nach den Bestimmungen des Railways Act 1921 im Rahmen des sogenannten Grouping in der London and North Eastern Railway (LNER) auf.

## Erhaltene Lokomotiven

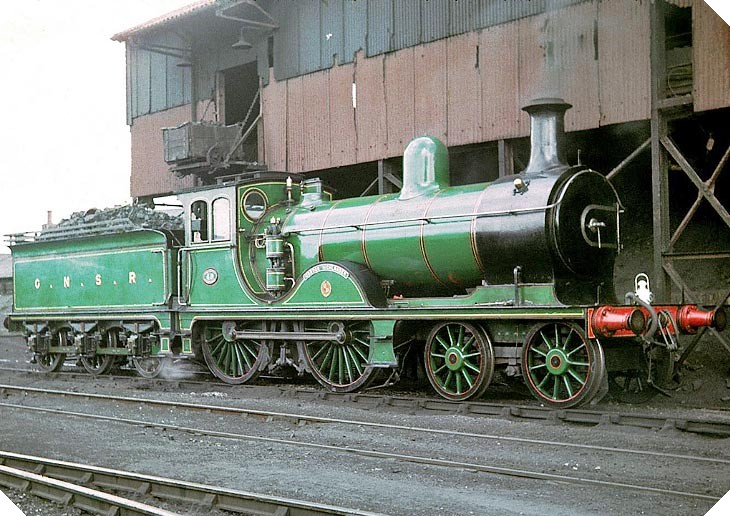
Nr. 45 Gordon Highlander